# 鶴丸 (百貨店)
鶴丸（つるまる）は、北海道苫小牧市にかつて存在した百貨店。

## 歴史・概要
1921年（大正10年）に「中嶋呉服店」として創業したのが始まりであるとされる。
しかし、1951年（昭和26年）2月16日に「株式会社丸井中島」として法人化し、この鶴丸開店の為に中島誠次が独立した後も弟の中島義則が営業を続け、1965年（昭和40年）10月に経営危機に陥った際には当社創業者の中嶋誠次が保証をして経営を再建している。
1952年（昭和27年）6月28日に中嶋誠次を初代社長として「鶴丸百貨店」を設立し、苫小牧市で初めての大型店として同年12月7日に材木店の木材置き場だった土地に2階建ての百貨店を開店した。
開業時の店舗は木造モルタル塗りで延床面積838m²の小規模なものであった。
当店の開店により、一条通商店街が形成され、苫小牧駅前通商店街と繋がることになったとされていた。
1962年（昭和37年）に第1期の増改築工事を行って3階建てになり、1968年（昭和43年）には第2期増改築工事を行って建物を4階建てに増築すると同時に鉄筋コンクリート化し、苫小牧市で初めてのエスカレーターを設置した。
1970年（昭和45年）の第3期増改築工事ではエスカレーター1基増設すると共にエレベーターも1基設置し、屋上ミニ遊園地プレイランドを開設した。
この第3期増改築完了後には、当店は苫小牧駅前通・一条通・二条通の3つの通りに面する店舗となった。
1972年（昭和47年）には第4期の増改築工事を行って地下階を開設すると共に2階と3階も増床するなど規模拡大を進め、苫小牧市内では最大の大型小売店舗となった。
そのため、最盛期には苫小牧市内だけでなく、登別市や室蘭市からも買い物客を集め、苫小牧市の商店街の形成の中核を担った。
しかし、1973年（昭和48年）11月に長崎屋が当店の約2.5倍の売場面積で開業したのを皮切りに、1977年（昭和52年）11月1日にダイエー苫小牧店、1978年（昭和53年）6月6日にはイトーヨーカドー苫小牧店と苫小牧駅周辺に相次いで域外からの大型店の進出が相次いだ。
苫小牧駅前へのこれらの大型店の出店が相次いだ時期に、当店もイトーヨーカドーと同じ駅裏地区に店舗を移転させる構想を立て、1976年（昭和51年）8月6日に売場面積約1万m2の店舗を1977年（昭和52年）6月に出店し、その後増築を行って売場面積19,240m2まで増床する計画を発表した。
しかし、商店街の衰退を懸念した周辺の商業者などの反対などもあり、計画を断念している。
その結果、苫小牧市は北海道内でも最大の大型店激戦地と呼ばれるような状況となるなど商業の勢力図は一変することになった。
立地する錦町商店街はその影響を受けて低迷し、当店も売上が減少していくことになるなどこの移転断念は業績低迷を招くことになった。
さらに、当時の社長の中嶋博道が経営していた住宅会社が1981年（昭和56年）7月に倒産したため、同年8月23日に金融機関や取引先の信用を回復するために中嶋社長を解任し、苫小牧商工会議所の副会頭だった阿部敏雄に社長を交代した。
1982年（昭和57年）9月17日には西武百貨店と業務提携し、同社と北海道銀行から各々1名の常務取締役の派遣を受けて、経営体制を強化した。
その後、1984年（昭和59年）7月に北海道銀行から掛田正美が社長に就任した。
しかし、1995年（平成7年）9月に丸井今井苫小牧店が開店すると、当店は苫小牧市内で唯一の百貨店でなくなって経営危機に陥ることになった。
そのため、掛田正美が辞任して生え抜きの佐々木正明が後継の社長に就任して経営再建に乗り出し、直営売り場を減らしてテナントの比率を拡大するなど営業体制を含めた見直しを進めることになった。
この経営危機の影響により、当店周辺で進められていた錦町地区の再開発構想も見直しを迫られることになった。
そして、2000年（平成12年）には4月に旧店舗を閉鎖して同年6月8日に「ビッグジョイ」に核店舗として出店して移転・開業。
旧店舗を売却し、建物は解体されて駐車場となった。
だが、この新店舗での営業も低迷したことから閉店することになり、2002年（平成14年）10月31日に閉店して「鶴丸百貨店」としての歴史に終止符を打った。
ただし、閉店より前に当社の出身者が独立した際に当店の屋号を用いることを認めた「鶴丸商事」があったほか、閉店直後の2002年（平成14年）11月30日には岡部洋服工業が支援して当社の従業員の一部が衣料品販売を行う「セラつるまる」を「ビッグジョイ」の1階に開業しており、当店の屋号は一部継承される形となった。
なお、2代目店舗が核店舗として入居していた「ビッグジョイ」も2011年（平成23年）7月末で閉店となった。

## 沿革

### 前史
- 1921年（大正10年） - 前身である中島呉服店 を創業[4]。

### 本史
- 1952年（昭和27年）
  - 6月28日 - 「鶴丸百貨店」を設立[2]。
  - 12月7日 - 2階建ての百貨店を開店[7]。

- 1962年（昭和37年） - 第1期増改築（増築して3階建てに）[4]。
- 1968年（昭和43年） - 第2期増改築（鉄筋コンクリート化し、エスカレーター1基設置。増築して4階建てに）[4]。
- 1970年（昭和45年） - 第3期増改築（エスカレーター1基追加設置。エレベーター1基設置。屋上ミニ遊園地プレイランドをオープン）[4]。
- 1972年（昭和47年） - 第4期増改築（地下階を開設すると共に2階と3階も増床）[4]。
- 1981年（昭和56年）
  - 7月 - 社長の中嶋博道が経営していた住宅会社が倒産[19]。
  - 8月23日 - 金融機関や取引先の信用を回復するため、阿部敏雄に社長を交代[19]。
- 1982年（昭和57年） - 西武百貨店と業務提携[5]。
- 1999年（平成11年）8月 - 移転検討を開始。翌年1月に正式決定。
- 2000年（平成12年）4月 - 規模を大幅縮小し、旧錦町再開発商業ビル「トピア」（1986年開業。二度の閉店を経て、1994年より長期閉鎖）に移転[25]。旧店舗建物は解体[25]。
- 2000年（平成12年）6月8日 - 「ビッグジョイ」の核店舗として出店し、移転・開業[25]。
- 2002年（平成14年）10月31日 - 「鶴丸百貨店」が閉店[26]。

### 後史

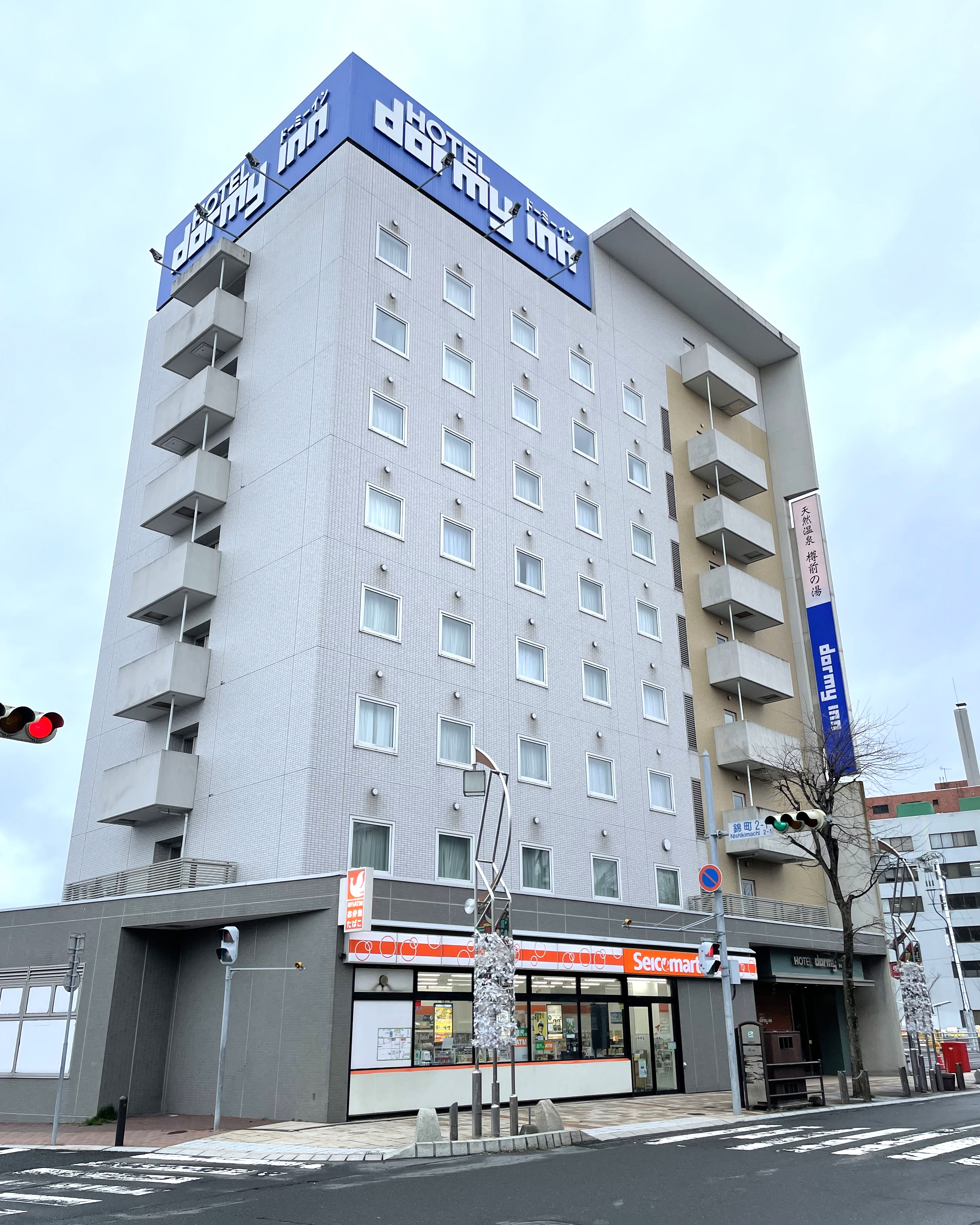
旧「鶴丸百貨店（初代店舗）」跡地に建つドーミーイン苫小牧

- 2002年（平成14年）11月30日- 岡部洋服工業の支援で元従業員が「セラつるまる」を「ビッグジョイ」の1階に開業[27]。
- 2008年（平成20年）6月4日 - 解体された初代店舗の跡地に、ドーミーイン苫小牧が新築・開業[12]。
- 2011年（平成23年）7月末 - かつて2代目店舗が核店舗として入居していた商業施設「ビッグジョイ」が閉鎖[28]。
唯一、入居していたBJおかべ（前述の旧セラつるまると同じく、岡部洋服工業が経営）の閉店・撤退に合わせ、判断。

## 初代店舗
1952年（昭和27年）に開業した際には木造モルタル塗りで延床面積838m²の小規模なものであったが、4期に渡って増改築工事を行っており、最終的には鉄筋コンクリート造り地下1階・地上4階建てになった。
屋上ミニ遊園地プレイランドも併設していた。
2代目店舗へ移転のため2000年（平成12年）4月に閉店し、同年8月7日から建物は解体された。
跡地の土地は「北海道空港」が所有して共立メンテナンスに貸与し、同社が運営するドーミーイン苫小牧が2008年（平成20年）6月4日に開業した。
| 階   | フロア概要                                |
| ---- | ----------------------------------------- |
| 屋上 | ミニ遊園地「プレイランド」                |
| 4F   | ゲームセンター、 大食堂                   |
| 3F   | ギフト おもちゃ                           |
| 2F   | 婦人服 喫茶店                             |
| 1F   | インフォメーションカウンター アクセサリー |
| B1F  | 軽食 喫茶 食堂                            |

## 2代目店舗
2000年（平成12年）に6月8日に「ビッグジョイ」に核店舗として出店して移転・開業した店舗であったが、営業も低迷したことから2002年（平成14年）10月31日に閉店した。
当店は3階全フロアと1階と2階で営業し、売り場面積3,762m²のうち大半の3,483m²を占めていた。
衣料品や靴、バッグなどのファッション関連のほか、寝具や家庭用品なども販売していた。
開業時には、当店以外に地下1階に食事兼居酒屋、1階にカフェ兼バーやクリーニング、木村屋第一商事の時計・宝飾店、2階に岡部洋服工業の洋服店などの店舗が入居した。
店舗以外には、4階に本間武男画伯コレクションの展示室、5階に事務所など入居した。
なお、出店先の「ビッグジョイ」のビルは、苫小牧駅前への大型店進出の影響で衰退し始めたことに対処するために苫小牧市が1979年（昭和54年）に錦町地区市街地再開発事業基本計画を策定し、その計画に基づいて1980年（昭和55年）に苫小牧市と商業者が出資して第三セクター「苫小牧市錦町再開発」を設立し、1986年（昭和61年）に再開発ビル「トピア」として開業したものである。
しかし、経営不振で開業からわずか2年ほどで経営破たんして閉鎖され、売却された。
1989年（平成元年）に営業を再開したものの、1994年（平成6年）2月に再び閉鎖された。
1999年（平成11年）に北海道リーシングシステムがセゾングループの北海道西洋から買収し、約3.3億円を投じて改修を行って「ビッグジョイ」として再開したものであった。
当店閉店後も「ビッグジョイ」は存続したが、2011年（平成23年）7月末で閉店となった。その後はしばらく空家状態となっていたが、2015年（平成27年）3月までに解体され更地化されることになった。

## 開催された催し・イベント
- 山下清 作品展（1959年（昭和34年）、もしくは1960年（昭和35年）夏季期間）[要出典]
  - 山下画伯本人も来場。[要出典]